# Münzentwertung
Unter Münzentwertung versteht man die Verringerung des Edelmetallfeingehaltes eines Münznominals zur Zeit der Kurantmünzen.
Diese Entwertung verlief meist schleichend über Jahrzehnte oder Jahrhunderte und hatte meist die betrügerische Absicht der Geldvermehrung des Münzherrn gegenüber seinen Bürgern zum Hintergrund. In Krisenzeiten wie zur Zeit der Schinderlinge oder zur Kipper- und Wipperzeit konnte dieser Zeitraum auch nur wenige Monate betragen.
Der Gewinn des Münzherrn lag im zeitlichen Vorsprung der Kenntnis der Münzentwertung gegenüber seinen Bürgern, so dass die durch die Entwertung ausgelösten Preiserhöhungen erst später für ihn wirksam wurden. Tragen mussten die Folgen der Münzentwertung  (Inflation) immer die einfachen und ungebildeten Volksschichten (siehe auch Ephraimiten und Münzstätte Leipzig: Unter preußischer Besatzung).
Kleinmünzen waren wesentlich häufiger von der Münzentwertung betroffen als Großmünzen. Ausdruck von Münzentwertung war, dass z. B. der Pfennig von einer Kurantmünze im Mittelalter bis zur kupfernen Scheidemünze absank.
Häufig entstanden nach bestimmten Zeitabschnitten „Mehrfache“ des einstmaligen hochwertigen Nominals, die dann wiederum im Laufe der Zeit einer Münzentwertung unterlagen. Siehe auch Schilling.
Einige Münzsorten waren von Münzentwertungen weitgehend ausgenommen, z. B. Dukaten.
Ein besonderer Pfennig ist der Freipfennig, eine Erfurter Münze, die eigens zur Entrichtung einer Abgabe an den Erzbischof von Mainz diente. Der wegen laufender erheblicher Verschlechterung der üblichen Pfennig hauptsächlich im 14. Jahrhundert geprägte spezielle Pfennig wurde aus feinem Silber wertstabil geprägt.

## Prager Groschen
Prager Groschen als Beispiel (ca. Gewichte in Feinsilber):
- 1300: 3,6 g
- 1348: 3,0 g
- 1405: 1,8 g
- 1485: 1,2 g
- 1540: 0,8 g

## Meißnische Groschen

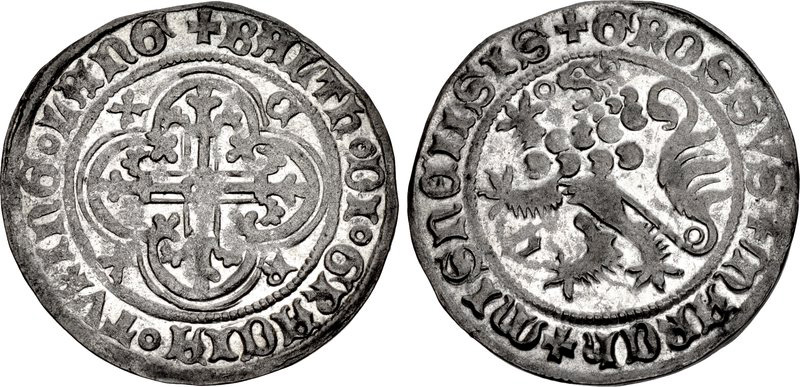
Fürstengroschen Landgraf Balthasars von Thüringen aus der Münzstätte Freiberg, Prägezeitraum 1405–1406

Unter Friedrich IV., Balthasar und Wilhelm I. begann man damit, die ersten Groschentypen mit hohem Silbergehalt auszuprägen, danach aber den Silbergehalt der Groschen laufend zu verringern. Fremde Städte begegneten der Münzverschlechterung mit Gegenstempelung der noch guthaltigen Münzen.
Ein Rekord bezüglich der Münzverschlechterung der Meißner Groschen erreichte der Fürstengroschen. Bei der Einführung dieser Groschen im März 1393 betrug sein Wert 23 2⁄5 des rheinischen Guldens. Im Jahr 1406 hatte die Münzverschlechterung ihren Höhepunkt erreicht: 53 Groschen ergaben nun einen rheinischen Gulden.
Zur Stützung der Groschenwährung wurden deshalb hochwertige Groschen geprägt, die das Wertverhältnis zum rheinischen Gulden wie 1:20 hatten und Oberwährgroschen waren. Diese Groschen wurden durch auffällige Münzbilder besonders gekennzeichnet. Das waren Helmgroschen, die frühen Schildgroschen (die späteren wurden mit verringerten Silbergehalt zu Beiwährgroschen.), Judenkopfgroschen, sächsische Turnosegroschen, Horngroschen, Spitzgroschen und Bartgroschen. Die Beiwährgroschen hatten im Gegensatz zu den Oberwährgroschen einen Wert von 1⁄26 des rheinischen Guldens. Die Doppelwährung scheiterte bereits im Jahr 1451 an ihren Auswirkungen, den allgemeinen Münzverwirrungen.